# 구바라촌
구바라촌(久原村)은 일본 후쿠오카현 가스야군에 설치되었던 촌이다. 현재의 히사야마정의 일부에 해당한다.